# Українська Рив'єра
Українська, або Польська Рив'єра — назва в 30-ті роки півдня Тернопільського воєводства з його пляжами та місцями відпочинку. Курорт номер один у Польщі. Поїхати в Заліщики було настільки ж престижно, як і на пляжі Французької Рив'єри. Поляки так любили тут відпочивати, що провели прямий залізничний рейс з Варшави — швидкісну люкс-торпеду.